# AS Bari
Az AS Bari, vagy röviden Bari egy 1908-ban alapított olasz labdarúgóklub, mely jelenleg a Serie B-ben szerepel.
1927-ben a klub egyesült 2 másik városi csapattal, előbb a Liberty Barival majd egy évre rá a US Idealével. Emiatt sokszor a alapítási dátumot is ezen időre teszik.
A statisztikák alapján az AS Bari a Puglia régió és a Serie A 17. legsikeresebb csapata, ennek ellenére az egyesületnek mindmáig egyetlen kupasikere van, az 1990-es közép-európai kupa diadal.
A klub nagy sikere, hogy az 1996-os szezonban a csapat egyik labdarúgója, nevezetesen Igor Protti 25 góljával gólkirály lett. A város szülötte többek közt Antonio Cassano aki karrierje kezdetén 2 évig szolgálta a csapatot, mindaddig míg 2001-ben az Roma le nem szerződtette.

## Története
A klubot Foot-Ball Club Bari néven alapították 1908. január 15-én. Mint sok más olasz csapatnál, a Barinál is - részben - külföldiek voltak az alapítók. Az egyik a német Floriano Ludwig, a másik a svájci Gustavo Kuhn és a harmadik kereskedő az olasz Giovanni Tiberini volt.
Emiatt több külföldi is szerepet kapott eleinte a csapatban. Többek közt Barther (angol), Bach, Attoma, Roth (svájci), Labourdette (spanyol), Jovinet, Giordano, Gazagne (francia), Randi és Ziegler (német). Eredetileg a csapat meze piros volt, a nadrág pedig fehér.
A korai bajnokságokban a dél-olaszországi csapatok nem igazán tudtak eredményt elérni, ezáltal a Bari nem vett részt bajnokságban eleinte. A világháború idején úgy tűnt megszűnik a csapat, ám végül ez nem következett be. Ekkor újabb klubok is megjelentek a városban, az egyik ezek közül a Foot-Ball Club Liberty volt, majd később az Unione Sportiva Ideale. Ezek közül a Liberty volt az első, mely részt vett a bajnokságban. A következő idényben az Ideale közel került a bajnoki döntőhöz, ám végül a 2. helyen végezett a Lazio mögött. Az 1924–1925-ös évadban mindhárom csapat részt vett a selejtezőkörben. A Liberty tovább tudott jutni, az Ideale a "semleges" 4. helyen végzett, az FBC Bari pedig kiesett.

### Unione Sportiva Bari
1927-ben a Liberty és az FBC Bari úgy döntött, hogy egyesül és közösen viszik tovább a csapatot US Bari néven. Első mérkőzésüket február 6-án az Audace Taranto ellen játszották.
Ekkortájt Olaszország többi részén is egyesültek klubcsapatok, úgy mint Nápolyban, Firenzében illetve Rómában. A második egyesülésre 1928. február 27-én került sor. Ekkor a már két előző klub által összeolvadt US Bari és az US Ideale egyesült. A klub vörös-fehér csíkos szerelésben lépett ezt követően pályára.
Az 1928–1929-es szezonban az átszervezés miatt a csapat a Serie B-be került. Innen a klub történetében először hívtak be játékost az olasz válogatottba, nevezetesen Raffaele Costantinót, aki később többször is az együttes edzője lett.

### A liga
Az 1930-as és 1940-es évek volt a csapat aranykora. 1947-ben a 7. helyet szerezték meg a Serie A-ban.
Az 1950-es években a csapat teljesítménye ingázó volt. A klub két csillaga ebben az időszakban Biagio Catalano és Raul Conti voltak. Ezt követően többször is feljutottak az első osztályban ám igazán kiemelkedőt egyik szezonban sem tudtak produkálni. Az 1969–1970-es idényben egy negatív rekordot is megdöntöttek: 30 mérkőzésen mindössze 11 gólt tudtak szerezni, ezzel az utolsó helyen ki is estek az élvonalból. 1974-ben a Bari lecsúszott a harmadosztályba , mivel a B-ligában is egy negatív eredményt produkáltak: 38 mérkőzésen csupán 12 gólt szereztek. Hosszú ingázás után a másod- és harmadosztály között 1984-ben ismét felkerültek a legjobbak közé. Egy évet töltöttek ott valamint ekkor szerepelt a csapatban két válogatott angol játékos is Gordon Cowans és Paul Rideout.
1989-ben ismét a Serie A-ba jutottak, ahol a tisztes 10. helyen végeztek. Az együttesben szerepelt ekkor a védő Giovanni Loseto, a középpályás Pietro Maiellaro és a brazil csatár João Paulo. 1990-ben stadiont váltottak és a VB-re készített San Nicola stadion szolgált helyül a hazai mérkőzéseiknek. Az új létesítmény nem hozott sok szerencsét a csapatnak, mivel mindmáig rövidebb-hosszabb ideig a két osztály között ingázott a klub. Két későbbi tehetség is szerepelt a csapatban: Nicola Ventola és Diego De Ascentis. Jelenleg a 2008–2009-es Serie B megnyerésével az első osztályban szerepelhetnek.

## Eredmények
- Olasz bajnokság – Serie B

Bajnok (3): 1934–35, 1941–42, 2008–09
- Közép-európai kupa – Mitropa Cup

Győztes (1): 1990

## Jelenlegi keret
| #  |             | Poszt | Név                                     |
| -- | ----------- | ----- | --------------------------------------- |
| 1  | Belgium     | K     | Jean-François Gillet (kapitány)         |
| 4  | Argentína   | KP    | Sergio Almirón                          |
| 5  | Olaszország | V     | Andrea Masiello                         |
| 6  | Olaszország | KP    | Michele Rinaldi                         |
| 7  | Argentína   | KP    | Emanuel Rivas                           |
| 8  | Olaszország | KP    | Massimo Donati                          |
| 9  | Argentína   | CS    | José Ignacio Castillo                   |
| 10 | Brazília    | CS    | Barreto                                 |
| 11 | Algéria     | CS    | Abdelkader Ghezzal                      |
| 13 | Olaszország | KP    | Nico Pulzetti (kölcsönben a Livornótól) |
| 14 | Olaszország | KP    | Alessandro Gazzi                        |
| 15 | Olaszország | V     | Nicola Belmonte                         |
| 17 | Olaszország | V     | Salvatore Masiello                      |
| 18 | Olaszország | CS    | Francesco Caputo                        |

| #  |                  | Poszt | Név                                         |
| -- | ---------------- | ----- | ------------------------------------------- |
| 19 | Olaszország      | KP    | Marco Crimi                                 |
| 20 | Fehéroroszország | CS    | Vitali Kutuzov                              |
| 21 | Olaszország      | V     | Alessandro Parisi                           |
| 23 | Olaszország      | CS    | Antonio Langella                            |
| 25 | Olaszország      | K     | Daniele Padelli (kölcsönben a Sampdoriától) |
| 28 | Olaszország      | V     | Gianluca Galasso                            |
| 30 | Olaszország      | CS    | Luigi Rana                                  |
| 32 | Spanyolország    | KP    | Jaime Romero (kölcsönben az Udinesétől)     |
| 78 | Olaszország      | K     | Mauro Boerchio                              |
| 84 | Olaszország      | V     | Andrea Raggi (kölcsönben a Palermótól)      |
| 90 | Honduras         | KP    | Edgar Álvarez                               |
| 91 | Olaszország      | CS    | Marco D'Alessandro (kölcsönben a Romától)   |

Frissítve: 2010. október 28.

Forrás: asbari.it

## Elnökök
A csapatnak 25 elnöke volt, mind olasz. Egészen az 1950-es évekig szinte évente változott az elnökségi poszt. Az első ember aki egy évnél tovább irányította a klubot Antonio De Palma volt, ám csak 1944-ben volt teljes mértékben övé a csapat, mivel előbb Giuseppe Santoróval majd később Andrea Sommával közösen vettek részt a vezetésben. A jelenlegi- egyben a legtovább hivatalában levő elnöke az egyesületnek Vincenzo Matarrese, aki 1983-ban váltotta öccsét Antonio Matarresét, aki mivel az olasz labdarúgó-liga elnöke lett, így le kellett mondania posztjáról.
| - Alfredo Atti 1929–1931 - Liborio Mincuzzi 1931–1932 - Sebastiano Roca 1932–1933 - Raffaele Tramonte 1933–1934 - Giovanni Tomasicchio 1934–1935 - Giovanni Di Cagno Abbrescia 1935–1936 - Vincenzo Signorile 1936–1937 - Giuseppe Abbruzzese 1937–1938 - Giambattista Patarino 1938–1939 - Angelo Albanese 1939–1940 - Pasquale Ranieri 1940–1941 - Giuseppe Santoro 1941–1942 - Antonio De Palma 1941–1944 | - Andrea Somma 1942–1943 - Tommaso Annoscia 1944–1950 - Rocco Scafi 1950–1951 - Florenzo Brattelli 1951–1952 - Francesco Saverio Lonero 1952–1953 - Achille Tarsia Incuria 1953–1956 - Gianfranco Brunetti 1956–1959 - Vincenzo La Gioia 1959–1961 - Angelo Marino 1961–1963 - Angelo De Palo 1961–1977 - Antonio Matarrese 1977–1983 - Vincenzo Matarrese 1983– |

## Edzők
A klubnak sok edzője volt, nagyrészt olasz, bár 1950-ig több magyar illetve osztrák származású is irányította a csapatot. Magyarok közül legtöbbször Kuttik András ülhetett le a kispadra. Egyhuzamban legtovább Gaetano Salvemini valamint Eugenio Fascetti edzősködött, mindketten 4 évig. A jelenlegi edző Giampiero Ventura, aki 2009. június 27-től irányítja a klubot. Elődje az az Antonio Conte volt, aki 2001-után juttatta fel a csapatot a Serie A-ba.
| - Egri Erbstein 1928-1929 - Josef Uridil 1929–1930 - Hajdu 1930–1931 - Weisz Árpád 1931–1932 - Egri Erbstein és Barr László 1932–1933 - Tony Cargnelli 1933–1934 - Engelbert Koenig 1934–1935 - Kuttik András 1935–1936 - Tony Cargnelli 1936–1938 - Ging József 1938–1939 - Kuttik András 1939 - Raffaele Costantino 1939–1940 - Luigi Ferrero 1940–1941 - Kuttik András 1941 - Raffaele Costantino 1941 - Stanislao Klein 1941–1942 - Raffaele Costantino 1942–1943 - Giovanni Vanicsek 1943 - Raffaele Costantino 1944–1945 - Kuttik András 1946 - Raffaele Costantino 1946–1947 - Nehadoma János 1947 - Kuttik András 1947–1948 - Plemich Ferenc 1948 - Kuttik András 1948 - Raffaele Costantino 1948–1949 - Plemich Ferenc 1949 - Sárosi György és Francesco Capocasale 1949–1950 - Raffaele Costantino 1950 - Francesco Capocasale 1950 - Federico Allasio 1950 - Ambrogio Alfonso 1950–1951 - Mario Sandron 1951 - Paolo Giammarco 1951 - Pietro Piselli 1951 - Raffaele Costantino 1951–1952 - Vincenzo Marsico 1952 - Raffaele Sansone 1952–1953 - Francesco Capocasale 1953–1956 - Federico Allasio 1956–1958 - Paolo Tabanelli 1958–1959 - Francesco Capocasale 1959–1961 | - Onofrio Fusco 1961 - Luis Carniglia 1961 - Federico Allasio 1961–1962 - Onofrio Fusco 1962 - Pietro Magni 1962–1963 - Tommaso Maestrelli 1963–1964 - Paolo Tabanelli 1964 - Francesco Capocasale 1964–1965 - Onofrio Fusco 1965 - Ugo Lamanna 1965–1966 - Filippo Calabrese 1966 - Lauro Toneatto 1966–1969 - Oronzo Pugliese 1969–1970 - Carlo Matteucci 1970 - Lauro Toneatto 1970–1972 - Carlo Regalia 1972–1974 - Luciano Pirazzini 1974–1975 - Gianni Seghedoni 1975–1976 - Giuseppe Pozzo 1976 - Giacomo Losi 1976–1978 - Mario Santececca 1978–1979 - Giulio Corsini 1979 - Enrico Catuzzi 1979 - Antonio Renna 1979–1981 - Enrico Catuzzi 1981–1983 - Luigi Radice 1983 - Bruno Bolchi 1983–1986 - Enrico Catuzzi 1986–1988 - Gaetano Salvemini 1988–1992 - Zbigniew Boniek 1992 - Sebastião Lazaroni 1992–1993 - Giuseppe Materazzi 1993–1996 - Eugenio Fascetti 1996–2000 - Arcangelo Sciannimanico 2001–2002 - Attilio Perotti 2002–2003 - Marco Tardelli 2003–2004 - Giuseppe Pillon 2004 - Guido Carboni 2004–2006 - Rolando Maran 2006 - Giuseppe Materazzi 2006–2007 - Antonio Conte 2007–2009 - Giampiero Ventura 2009– |

## Statisztikák
|     | Nemzetiség | Név                  | Mérkőzések száma |
| --- | ---------- | -------------------- | ---------------- |
| 1.  | belga      | Jean François Gillet | 325              |
| 2.  | olasz      | Giovanni Loseto      | 318              |
| 3.  | olasz      | Mario Mazzoni        | 313              |
| 4.  | olasz      | Giorgio De Trizio    | 273              |
| 5.  | olasz      | Bruno Cicogna        | 262              |
| 6.  | olasz      | Antonio Bellavista   | 251              |
| 6.  | olasz      | Vittorio Spimi       | 251              |
| 8.  | olasz      | Alessandro Carlini   | 236              |
| 9.  | olasz      | Aurelio Galli        | 235              |
| 10. | olasz      | Angelo Terracenere   | 230              |

|    | Nemzetiség | Név                 | Gólok száma |
| -- | ---------- | ------------------- | ----------- |
| 1. | olasz      | Luigi Bretti        | 69          |
| 2. | magyar     | Vörös Mihály        | 54          |
| 3. | olasz      | Gionatha Spinesi    | 52          |
| 4. | olasz      | Biagio Catalano     | 50          |
| 5. | olasz      | Raffaele Costantino | 47          |
| 6. | olasz      | Igor Protti         | 46          |
| 7. | olasz      | Giuseppe Scategni   | 44          |
| 8. | olasz      | Lucio Mujesan       | 41          |
| 9. | brazil     | Barreto             | 40          |
| 9. | olasz      | Sandro Tovalieri    | 40          |

A vastagon szedett játékosok jelenleg is a klubban futballoznak.

### Az elmúlt 10 év bajnoki- és kupaszereplései
| Bajnokság         | Helyezés | M  | GY | D  | V  | Rg–Kg | Gk  | P  | Kupa                   | Státusz          |
| ----------------- | -------- | -- | -- | -- | -- | ----- | --- | -- | ---------------------- | ---------------- |
| Serie A 2009–2010 | 10.      | 38 | 13 | 11 | 14 | 49–49 | 0   | 50 | Coppa Italia 2009–2010 | Harmadik forduló |
| Serie B 2008–2009 | 1.       | 42 | 22 | 14 | 6  | 65–35 | +30 | 80 | Coppa Italia 2008–2009 | Harmadik forduló |
| Serie B 2007–2008 | 11.      | 42 | 13 | 16 | 13 | 50–55 | -5  | 55 | Coppa Italia 2007–2008 | Harmadik forduló |
| Serie B 2006–2007 | 14.      | 42 | 12 | 14 | 16 | 40–46 | -6  | 50 | Coppa Italia 2006–2007 | Első forduló     |
| Serie B 2005–2006 | 13.      | 42 | 11 | 18 | 13 | 43–47 | -4  | 51 | Coppa Italia 2005–2006 | Nyolcaddöntő     |
| Serie B 2004–2005 | 10.      | 42 | 13 | 17 | 12 | 41–37 | +4  | 55 | Coppa Italia 2004–2005 | Csoportkör       |
| Serie B 2003–2004 | 21.      | 46 | 13 | 11 | 22 | 50–63 | -13 | 50 | Coppa Italia 2003–2004 | Csoportkör       |
| Serie B 2002–2003 | 10.      | 38 | 10 | 19 | 9  | 38–37 | +1  | 49 | Coppa Italia 2002–2003 | Negyeddöntő      |
| Serie B 2001–2002 | 6.       | 38 | 14 | 11 | 13 | 44–51 | -7  | 53 | Coppa Italia 2001–2002 | Csoportkör       |
| Serie A 2000–2001 | 18.      | 34 | 5  | 5  | 24 | 31–68 | -37 | 20 | Coppa Italia 2000–2001 | Második forduló  |